# Сао Леополдо
Сао Леополдо (порт. São Leopoldo) град је у Бразилу у савезној држави Рио Гранде до Сул. Према процени из 2007. у граду је живело 207.721 становника.

## Становништво
Према процени из 2007. у граду је живело 207.721 становника.
| 1991.   | 2000.   |
| ------- | ------- |
| 167,907 | 193,547 |